# Китай на зимних Олимпийских играх 2006
Китайская народная республика участвовала в зимних Олимпийских играх 2006, и завоевала одиннадцать медалей.

## Медалисты
| Медаль  | Спортсмен           | Вид спорта         | Дисциплина          |
| ------- | ------------------- | ------------------ | ------------------- |
| Золото  | Ван Мэн             | Шорт-трек          | Женщины, 500 м      |
| Золото  | Хань Сяопэн         | Фристайл           | Мужчины, акробатика |
| Серебро | Чжан Дань Чжан Хао  | Фигурное катание   | Спортивные пары     |
| Серебро | Ван Маньли          | Конькобежный спорт | Женщины, 500 м      |
| Серебро | Ли Нина             | Фристайл           | Женщины, акробатика |
| Серебро | Ван Мэн             | Шорт-трек          | Женщины, 1000 м     |
| Бронза  | Ли Цзяцзюнь         | Шорт-трек          | Мужчины, 1500 м     |
| Бронза  | Шэнь Сюэ Чжао Хунбо | Фигурное катание   | Спортивные пары     |
| Бронза  | Жэнь Хуэй           | Конькобежный спорт | Женщины, 500 м      |
| Бронза  | Ван Мэн             | Шорт-трек          | Женщины, 1500 м     |
| Бронза  | Ян Ян (A)           | Шорт-трек          | Женщины, 1000 м     |